# Језеро умереног појаса
Језеро умереног појаса је језеро којем је према термичкој класификацији површински слој воде лети виша од 4°С, а зими нижа од 4°С. Овде се запажа обрнута термичка стратификација у хладнијој половини године, тј. температура расте од површине према дну, док је у топлој половини изражена директна стратификација. Изражена су два периода циркулације водене масе и то у пролеће и у јесен. Ова језера су карактеристична за умерену климу, а као најбољи примери издвајају се Ладога, Оњега, Каспијско, Бајкалско и др.